# أكادير بوعشيبة
أگادير (بالأمازيغية: ⴰⴳⴰⴷⵉⵔ) أو أگادير (تساوت) نسبة إلى تساوت المشيخة التي ينتمي إليها أو كما يسميه سكان المنطقة أكادير بوعشيبة (بالأمازيغية: ⴰⴳⴰⴷⵉⵔ ⴱⵓⵄⵛⵉⴱⴰ) تجنبا لخلط الاسم مع أسماء مدن ومناطق أخرى تحمل نفس الاسم. أگادير هو بلدة متوسطة الحجم تقع على ضفة وادي تساوت وتابعة إداريا لجماعة أنزو، إقليم أزيلال، جهة بني ملال خنيفرة في المملكة المغربية.تنتمي لمشيخة تساوت التي تضم 6 دواوير. يقدر عدد سكانها بـ 1709 نسمة حسب الإحصاء الرسمي للسكان والسكنى لسنة 2004.

## أصل التسمية
الاسم أگادير (بالأبجدية الأمازيغية اللاتينية: Agadir وبالتيفناغ: ⴰⴳⴰⴷⵉⵔ ) اسم أمازيغي قديم أعطي للدوار من طرف الساكنة. ومعناه يحتمل ثلاث معاني حسب الثراث الأمازيغي نظرا لأصل الاسم:
1. الحائط أو الجدار، حسب القاموس الممعير للمعهد الملكي للثقافة الأمازيغية.[3]
2. الحصن، قلعة أو ثكنة عسكرية.[4]
3. مخزن النفائس أو بنك تقليدي لسكان القرى.[4]

اعتمادا على الثراث الشفهي للساكنة فهذه التسمسة أعطيت للدوار من طرف سكان القبيلة أي قبيلة فطواكة، وذلك لكون أگادير هو مدخل القبيلة، وكل غارة ولابد من مرورها من أگادير، أي أن أگادير هو الحصن الأمامي للقبيلة والدفاع المتقدم والأول في مسار القبائل المجاورة في حالة الحرب.

## أصول السكان
اعتمادا على ما يحكيه كبار السن في المنطقة، فإن سكان أگادير يرجع أصلهم إلى قبيلة سكتانة (بالأمازيغية: ⵉⵙⴽⵜⴰⵏⵏ) وهي قبيلة أمازيغية، وقد استقدمهم من يسمونه بالسلطان لكحل من قبيلة سكتانة إلى مقرهم الحالي من أجل أعمال الصيانة والحفاظ على صبيب إحدى السواقي التي يرجع استغلالها لهذا السلطان، يستغلها لسقي أراضيه الفلاحية الموجودة في منطقة تملالت التي أصبحت اليوم مدينة تملالت بقلعة السراغنة.
استقدم السلطان لكحل خمس أشخاص أو خمس عائلات، منها ينحدر جميع سكان أگادير القدماء، أي أن سكان القرية هم عمال صيانة للساقية السلطانية في الأصل.
لكن سكان القرية لم يقتصرو فقط على المستقدمين من سكتانة بل توافذت عليهم عائلات أخرى من الدواوير المجاورة أي سكان قبيلة فطواكة أو إنفظواك كما تسمى بالأمازيغية. ونجد أن السكان الوافدين من الدواوير المجاورة ينسبون إلى دواويرهم الأصل، كما يمكن ملاحظة هذا في ألقاب بعض العائلات الگاديرية.
لا تجزم الروايات الشفهية للسكان على مكان قدوم ساكنة أكادير، فمنهم من يقول أنهم جاؤو من منطقة تالوين ومنهم من يقتصر على القول أنهم جاؤو من سوس من قبيلة تسمى اسكتان لذلك مازال سكان أكادير يسمون سكتانة أي يحملون اسم قبيلتهم الأصل كلقب أو كنية.
 قبيلة سكتانة تمتد من من شرق وجنوب جبال الأطلس الكبير أي من منطقة تالوين إلى السفح الغربي للأطلس الكبير أي منطقة مولاي ابراهيم، جبل كيك، ايت ايمور، أي بصفة عامة يمكننا القول بأن قبيلة سكتانة تمتد حاليا من قيادة تالوين السوسية إلى جنوب مدينة مراكش مرورا بواد النفيس ومنطقة تواجد ضريح الولي الصالح مولاي ابراهيم. اتباع سيدي عبد الله أوحساين بزاوية تمصلوحت نواحي مراكش يرتبطون باستصلاح السواقي ومد القنوات المائية كما تذكر مجموعة من المصادر ارتباط زاوية تمصلوحت بواد الشريب واستغلال مائه للسقي وواد باهية ما يؤكد علاقة الزاوية بالأرض ومياهها تدبيرا وتنظيما وتطويرا بما ينسجم مع رسالة زاويتهم، نذكر أيضا وجود الزاوية المفترض في الامتداد الجغرافي لقبيلة سكتانة نظرا لامتداد هذه الأخيرة للسفح الغربي للأطلس الكبير حيت تتواجد تمصلوحت. ونظرا للارتباط الروحي لسكان أكادير بسيدي عبد الله بن حساين أو سيدي عبد الله أوحساين وارتباطهم بالقنوات المائية وصيانتها كالساقية السلطانية والسواقي الأخرى الموجودة بالمنطقة التي قد يبلغ خمس سواقي ونظرا أيضا للاسم الذي يحمله السكان أي تسمية «سكتانة»، ورجوعا أيضا بالارتباط الروحي بين ساكنة أكادير بالولي الصالح مولاي إبراهيم الأمغاري دفين جبل كيك قرب أسني ونظرا أيضا للقرب الجغرافي بين قرية مولاي إبراهيم وأكادير الحالي، يمكننا القول أن أصول سكان أكادير ترجع لجنوب مدينة مراكش وشرقي واد نفيس أي المنطقة التي يوجد بها ضريح الولي الصالح مولاي إبراهيم الأمغاري، أي أن أصول سكان أكادير هي الجزئ الغربي لقبيلة سكتانة وليست منطقة تالوين نظرا لغياب أي ارتباط تاريخي أو طوبونيمي أو روحي بمنظقة تالوين.

## إِسْكْتانْ أو سكتانة (بالأمازيغية: ⵉⵙⴽⵜⴰⵏⵏ)[5]
مازالت تسمية سكتانة تكنى على سكان أگادير وذلك راجع إلى كون أصلهم من منطقة تالوين، هذه المنطقة التي تعتبر معقل قبيلة سكتانة الأمازيغية (إسمها بالأمازيغية: ⵉⵙⴽⵜⴰⵏⵏ)، وحسب كتاب الأنساب في معرفة الأصحاب لكاتبه أبو بكر الصنهاجي، هذا الكتاب الذي يرجع لبداية دولة الموحدين وصاحبه كان من مرافقي المهدي بن تومرت، صفحة رقم 43.
سكتانة هي قبيلة تنتمي لإتحادية قبائل مصمودة الأمازيغية (إحدى الاتحاديات الثلاثة الكبرى للأمازيغ: مصمودة، صنهاجة، زناتة) من الأمازيغ البرانس.
تنقسم قبيلة سكتانة إلى قسمسن:
- القسم الأول: يسكن جنوبي مدينة مراكش مباشرة، شرقي واد النفيس وله ست بطون، ينتمي إليها مقر الولي الصالح مولاي إبراهيم.
- القسم الثاني: يسكن في أقصى الجنوب بقيادة تالوين باقليم ورزازات وله عشر بطون.

## تسكتانت
من بين أقوى التحالفات العسكرية المعروفة في منطقة سوس والأطلس الصغير هما حلفي «تگوزولت» و «تحگات» اللذان ظهرا بعيد موجة وباء الكوايرا أو كما يسميه المغاربة "بوگليب الكحل" التي ضربت المغرب والعالم أجمع سنة 1347م، وقد مر هذين الحلفين بتجاذبات سياسية وعسكرية في كثير من الأحيان ما غير باستمرار الخريطة السكانية لهذه المنطقة.
- حلف تحگات (بالأمازيغية: Taḥggʷat، تنطق تحگوات) ويتكون من قبائل عديدة بزعامة قبيلة آيت حربيل، منها: أيت حربيل، قبيلة اسندالن القريبة من تارودانت، قبيلة أسافن، قبيلة أيت عبد الله بجبل جزولة وأملن وأيت أمنوز وايداوبعقيل وأولاد جرار وأيت أبرييم، إفران علي وادي درعة وغيرها من القبائل التي تنظم لهذا الحلف من حين لأخر. وجدير بالذكر أنه من الصعب جدا تحديد الخريطة النهائية لهذا الحلف فالقبائل تنتقل بين الاحلاف حسب تعارض مصالحها[8]
- حلف تگوزولت (بالأمازيغية: Taguzult) ويتكون من القبائل الواقعة في المجال الجغرافي الممتد من مير اللفت إلى قبيلة إمجاض، نخص بالذكر: أيلالن، إيداوكنسوس، ماست، إيدا ولتيت، إيدا وزكري، آيت باعمران، إمجاض، آيت موسى... ويقال أن آيت باعمران هم من يتزعمون هذا الحلف.

تختلف تسمية حلف تحگات من منطقة لأخرى، حيت يتغير هذا الاسم من منطقة لأخرى وأهم التسميات هي:
1. حلف تحگات وهو الأشهر على الإطلاق.
2. حلف تسكتانت أو تاسكتانت في الأطلس الصغير
3. حلف تسكتيت

## الإنتماء القبلي:[9]
يتواجد أگادير ضمن النطاق المكاني ل فطواكة رغم الأصول السوسية لبعض العائلات، وفطواكة هي بطن ليست قبيلة تنتمي لبطون الإتحادية القبلية هسكورة (اسم قبيلة واسم كانت أيضا تحمله المنطقة في العهد المريني والوطاسي حسب الخرائط التي أوردها ليون الأفريقي في كتابه وصف إفريقيا).
ولفهم موقع قبيلة هسكورة نورد تحليلا يخصها لفقرة من كتاب ابن خلدون كتاب تاريخ ابن خلدون.

### بطون هسكورة[10]
ذكرهم ابن خلدون بأنهم يسكنون جبل درن (جبال الأطلس)، وهم إخوة قبيلة صنهاجة لأم. يرجع بعض المؤرخين هسكورة إلى تصكي العرجاء. وقد قسم أبو بكر الصنهاجي قبيلة صنهاجة إلى قسمين من البطون، قسم سمي هسكورة الظل والقسم الثاني سمي هسكورة القبلة. أما في تقسيم ابن خلدون فقد أدرج بطن فطواكة (إينفطواك بالأمازيغية) ضمن بطون هسكورة، وأضاف بكون فطواكة هي أوسع بطون هسكورة وأكبرها ولها يرجع الفصل في حكم قبيلة هسكورة.

### موطن قبيلة هسكورة
حسب ابن خلدون فلهسكورة موطن شاسع يمتد من جنوب نهر درعة مرورا بجبل درن وصولا إلى سهل تادلة. أما ليون الأفريقي فوصفها بالشكل التالي: هسكورة منطقة تبدأ من التلال الواقعة في دكالة باتجاه الغرب وتنتهي غربا عند نهر تانسيفت عند قدم جبل آديمي، وتتاخم من الشمال وادي العبيد الذي يفصل هسكورة وتادلة إحداهما عن الأخرى.

### إنتماء أگادير
ينتمي أگادير لبطن فطواكة وتنتمي فطواكة لقبيلة هسكورة الأمازيغية ويرجع نسب هسكورة ل برانس أحد ابني (برنس ومادغيس) مازيغ الذي يعتبر الأب الأكبر للأمازيغ.

## الأحياء والمناطق
دوار أكاير يضم مجموعة من الأحياء والمناطق يمكن تصنيفها إلى أربعة أقسام:
القسم الأول : أحياء مأهولة بالسكان:
- أسراك (بالأمازيغية: Asarag) وهو نواة أكادير الحالية حيث انسلت منه الأحياء الأخرى َ
- تسوكت (قرب المسجد الأول)
- تغرمت ن أمالو (المساكن المجاورة للمقبرة أو المحصورة بين المقبرة والمسجد القديم)
- أمادل (بالأمازيغية: Amadl)
- ألبرج إخلان
- درب كناوة
- أذامون
- أسقاق
- إكر ن إبرود (سمي بهذا الاسم لكونه مكان صناعة البارود قديما، أما كلمة إكر (بالأمازيغية: igr) فمعناها هو الحقل باللغة الأمازيغية، في المخصلة التسمية تعني: حقل البارود)
- مرجيط (سمي باسم أحد المعمرات الفرنسيات التي سكنت المكان إبان وجود مصنع التعدين، اسمها ماركريت (بالفرنسية: Margaret)، فاحتفظ السكان باسمها كناية لمكان سكناها والمناطق المجاورة لها)

القسم الثاني : مناطق فلاحية بالقرب من أسرأك هناك مجموعة من ألتسميات من قبيل
- تغزوت (بالأمازيغية: Taɣzut)
- أسرار (بالأمازيغية: Aṣṛṛaṛ)
- إكركار؛ تقلمونت
- إغيل الغابت
- السيلت
- العركوب
- إسيل نو خراز (بالأمازيغية: isil n uxrraz)
- تمهمازت (بداية واد كاينو الذي يصب في مدينة. قلعة السراغنة)

القسم الثالث: المجال الغابوي:
- مدخل الغابة نجد أعمرون حيث توجد مقبرة يهودية طالها النسيان والتهميش.
- تفرطت
- أمسكن (بالأمازيغية: Amskkn)
- بويكادرن اللذان يطلان على نهر تساوت (قرب المعدن)
- إكر ن إكيل

القسم الرابع : على ضفاف نهر تساوت، ويمتاز القسم الرابع بمناظر سياحية جذابة تسر الزائرين.
- أرتي ن موسى
- داو أغليد
- أرتان ن فلا
- أرتان ن إزدار
- إكمير
- أيت عبد الله
- أسرير

## أَمادْلْ (بالأمازيغية: ⴰⵎⴰⴷⵍ)
يطلق هذا الاسم من طرف السكان على مجموع المناطق السكنية الموجودة في السفح العلوي أي أعلى الطريق المُعبد الذي يُجزئ أگادير إلى قسمين، جزء علوي وجزء سفلي.
لغويا: كلمة أمادل تعني المنحدر، وذلك راجع لكون المنطقة العلوية من أگادير عبارة عن سفح منحدر في اتجاه النهر.

## أَسَراگْ (بالأمازيغية: ⴰⵙⴰⵔⴰⴳ)
كتقسيم سكني، هي مجموع المناطق السكنية التي يحدها الطريق للأسفل. ولغويا تعني كلمة أسراگ المكان الذي يجتمع فيه الناس أو الملتقى أي ملتقى سكان أگادير، وذلك نظرا لكون أسراگ هو النواة الأولى لأگادير، وفيه كان يسكن جميع السكان وجميع العائلات. وفي أسراگ بالضبط كانت تقام قديما الحفلات وفيه يجتمع السكان لمناقشة بعض قضايا القرية.

## موارد الساكنة
لساكنة أگادير موارد محدودة وذات طبيعة معيشية، على سبيل المثال لا الحصر:
- أشجار الزيتون التي تتواجد بكثرة في هذه المنطقة
- أشجار البرقوق الذي يتواجد هو الآخر بأعداد قليلة في الحقول المجاورة لنهر تساوت.
- الأنشطة التجارية: نظرا لموقع أگادير وتموقعه على ملتقى طرق معبدة نشيطة، فإن عدد مهم من الساكنة يمارسون أنشطة تجارية ومهن مدرة للدخل كالبقالة، الحدادة، النجارة، نجارة الألومنيوم، الحلاقة، بيع العقاقير، الصيدلة، المقاهي، بيع الخضر، الجزارة، الخبازة ...
- تربية الماشية: يمارس عدد مهم من الأسر هذا النشاط (القطاع الأول)، يتعلق الأمر بالأبقار أو الغنم والماعز أيضا.
- كما يهاجر عدد كبير من السكان باتجاه المدن لكسب قوتهم، للعمل في مجال البناء أو مهن أخرى.

## السلطان لكحل:[11]
تظل ساكنة أگادير تكرر قصة توافذهم على المنطقة، إذ يكررها الشباب قبل الشيوخ، هذه القصة التي لعب فيها السلطان لكحل دورا رئيسا. حيث قام هذا السلطان بجلب مجموعة من العائلات السوسية الأصل لهذه المنطقة وكانت هذه العائلات هي الساكنة الرئيسية لأگادير.
وكان غرض السلطان من استقدام هذه العائلات هو صيانة الساقية التي سميت على اسمه «الساقية السلطانية» وحمايتها من التلف. هذه الساقية التي تعتبر تحريفا لجزء من صبيب نهر تساوت القادم من جبال الأطلس الكبير.
من خلال الموروث الشعبي وموروث الطرق الصوفية بالمغرب، يمكننا بكل سهولة استسقاء حقيقة السلطان لكحل، الذي يتم تصويره كأسطورة، أسطورة سلطان ظالم وأحيانا يتم تصويره كسلطان له قوى خارقة يستعملها في الخير. كما تحمل مجموعة من الأماكن المهجورة والأطلال القديمة اسم السلطان لكحل في جميع ربوع المغرب. تاريخيا، اختلف المؤرخون حول حقيقة هذا السلطان، إذ يذهب فريق لإعتباره السلطان المولى إسماعيل العلوي فيما يذهب فريق لاعتباره السلطان أبو الحسن المريني. فيما يذهب فريق ثالث خصوصا المتصوفة لاعتباره من رجالات الطرق الصوفية. لكن غالبية المؤرخين يجمعون على كون السلطان لكحل هو أبو الحسن المريني أحد أحد أفخم السلاطين المرينيين والذي يعتبر ثالث شخصية أنتجها الشمال الأفريقي عظمة وقوة بعد ماسينيسا النوميدي ويوسف بن تاشفين المرابطي، لأنه وحد الشمال الأفريقي بين يديه من المغرب غربا إلى توني (إفريقية) شرقا والأندلس شمالا.

## تضاريس
أگادير ينتمي إلى سلسلة جبال الأطلس الكبير الأوسط، السفح الشمالي، ويقع على مستوى الدير (الدير هي النقطة التي تفصل بين الجبل والسهل)، بالتحديد على وادي تساوت.

## لمدرست ن أگادير (المدرسة القرآنية بأگادير) (بالأمازيغية:  ⵍⵎⴹⵕⵙⵜ ⵏ ⵓⴳⴰⴷⵉⵔ )
المدرسة القرآنية بأگادير أو كما جرى ذكرها على ألسن السكان والتلاميذ الذين يرتادونها وكما داع صيتها لدى طلبة العلم باللغة (بالأمازيغية:  ⵍⵎⴹⵕⵙⵜ ⵏ ⵓⴳⴰⴷⵉⵔ) . تضم هذه المدرسة جناح خاص بفئة الصغار يسمى بالأمازيغية لحضار (بالأمازيغية : ⵍⵉⵃⴹⴰⵕ) .
يسمى التلاميذ الذين يرتادون لمدرست من السكان المقيمين إمحضارن أما التلاميذ القادمين من مناطق بعيدة فيسمون لمسافر (بالأمازيغية : ⵍⵎⵙⴰⴼⵔ) أو في صيغة الجمع لمسوفرين (بالأمازيغية : ⵍⵎⵙⵓⴼⵔⵉⵏ) .
حسب التقديرات، فإن عدد لمسافرين في لمدرست كان يبلغ في أقصاه 100 تلميذ ما بين التلاميذ المقيمين والتلاميذ القادمين من مناطق أخرى. بخصوص التلاميذ القادمين من مناطق أخرى أي لمسوفرين فقد كانت ساكنة أگادير توفر كل ما يحتاجونه من مؤن وملبس وأفرشة، أي أن الساكنة هي من تقوم بتموين لمدرست بطريقة تطوعية. الواجب التطوعي الذي يتبرع به كل شخص من الساكنة يسمى باللغة الأمازيغية "ترتبيت ⵜⴰⵔⵜⴱⵉⵜ" أي ما يتبرع به كل شخص.
حسب تقديرات السكان واعتمادا على الذاكرة الحية للمنطقة فإن عمر لمدرست ن أگادير يقدر بما يناهز 300 سنة تقريبا. قبل بنائها في الموقع الحالي كان موقعها في المكان المسمى حاليا تغزوت على الجرف المطل على نهر تساوت، هذا المكان الذي يعتبر المسكن الأول لساكنة أگادير والنواة الأولى له، منه بدأ إعمار المكان ليتسع بعد تفرع العائلات الأولى.

### القراءات التي تتخصصت فيهالمدرست ن أگادير
لمدرست ن أگادير هي مدرسة قرآنية متخصصة في علم القراءات المتواترة لقراءة القرآن، فقد كان الفقهاء فيها يقتصرون على تدريس أنواع مختلفة من القراءات، بعد بحث في الموضوع فقد كانت المدرسة في عهد الإمام المسمى الحاج صالح بن الدور تقوم بتدريس قرائتين من القراءات العشر:
1. قراءة نافع المدني، برواية ورش[12]
2. قراءة نافع المدني، برواية قالون[12]
3. قراءة ابن كثير المكي، برواية البزي[12]
4. قراءة ابن كثير المكي، برواية قنبل[12]

أي أن المدرسة متخصصة في قراءة نافع المدني وقراءة ابن كثير المكي.

### أهم الأئمة الذين قامو بالتدريس فيلمدرست ن أگادير
1. سي لحسن توتيو
2. سي بن عمر (ويروى أن هذا الإمام كان أجنبيا عن أگادير، فلما رجع سي لحسن بن الدور من سفره قال للسكان بالأمازيغية " واد أيگان طالب نون (بالأمازيغية:  ⵡⴰⴷ ⴰ ⵉⴳⴰⵏ ⵟⵟⴰⵍⴱ ⵏⵏⵓⵏ, ⴰⵎⵥⴰⵜ ⵜ , ) أي أنه تنازل عن الإمامة في المسجد لصالح سي لحسن بن الدور نظرا لصيت هذا الأخير وعلمه الوفير وبروزه كإمام عارف بالله).
3. سي لحسن بن الدور وهو صاحب الفضل في جعل لمدرست ن أگادير دائعة الصيت، درس ودرس أولا بنواحي أمزميز في مدرسة توجد بقرية تسمى واويزلت، ثم جاء إلى أگادير ليستقر فيها ويدرس في المدرسة العتيقة.
4. سي محمد بن حسي بوزبيب أو كما هو معروف باسم سي بن حسي كان متقنا للقراءات السبع.
5. سي ميلود أرغيت
6. الحاج صالح بن الدور (متخصص في قرائتي نافع المدني وابن كثيرالمكي) في عهده وصلت المدرسة لأوجها.
7. سي محمد بن الدور وهو الإمام الحالي في المسجد، لازال يشغل منصب الإمامة وتدريس القرآن، رغم أن إقبال الساكنة على حفظ القرآن أصبح ضعيفا أو يمكن أن نقول منعدما.

### التلاميذ المتخرجون منلمدرست ن أگادير
عدد التلاميذ المتخرجين يظل مجهولا في ظل غياب أي ثراث مكتوب للمدرسة أو أرشيف، وذلك راجع لكون المدرسة كانت تدار بشكل تقليدي وعرفي غير خاضع لنظام بيروقراطي أو تنظيم إداري ممنهج، وهذا في حد ذاته اعتبر سببا كافيا لتتهاوى المدرسة وتنقطع ثمارها في وقتنا الحاضر. يبلغ عدد الحافظين للقرآن الكريم (أو كما يسمون بالأمازيغية: ⵟⵟⴰⵍⴱ ) من ساكنة أگادير فقط ما يناهز 50 حافظا، هذا فيما يخص فقط الحافظين حفظا تاما، أما الحافظين والمرتادين بشكل جزئي فلا يوجد طفل أو شاب في أگادير لم يرتد لمدرست أو لحضار في يوم من الأيام. أما الحافظين القادمين من خارج أگادير فلا تزور مكانا في كل النواحي المحيطة والبعيدة إلا وتجد إماما أو فقيها كان مسوفرا أو تلميذا في ب لمدرست ن أگادير أي أنها كانت دائعة الصيت.

### نبذة تاريخية عنلمدرست ن أگادير
منذ التأسيس الأول لم تعرف لمدرست ن أگادير أوجها إلا مع مجيء سي لحسن بن الدور (كما يعتقد لكونه أول الأئمة والمدرسين بهذه المدرسة العتيقة كما كان إماما دائع الصيت في مجال القراءات العشر المتواترة للقرآن الكريم ورواياتها) ظلت لمدرست ن أگادير تزخر بالعطاء إلى حدود العقد الأول من القرن الحادي والعشرين، انقطع توافذ لمسوفرين عن المدرسة وانقطع معها صيت لمدرست ن أگادير كمؤسسة تعليمية ودينية أعطت الكثير واقتصر دورها على اليوم على آداء دور مسجد، يسمى اليوم مسجد الفضيلة. رغم ذلك مازالت فضاءات لمدرست قائمة في مكانها وتستغيث بأطلالها التي تظل شاهدة على حقبة زاهرة من تاريخ أگادير الحصن المنيع.

### أسماء بعض الحافظين أو طْلْبة
أسماء الحافضين من دوار أكادير الذين تتلمذوا في لمدرست ن أگادير:
الأموات رحمهم الله :
1 الحاج ي صالح بن الدور
2 سي لحسن أيت القاضي
3 سي ناصر بن وعى
4 سي ناصر بن حرات
5 سي حجوب بن حرات
6 سي محمد بن تيفاست
7 سي ومحمد بن خرموش
8 سي براهيم بنصيو
9 سي حمادي أبركوكس
10 سي محمد بن كروم
11 سي المختار زويزو
12 سي لحسن أبركوكس
13 سي لحسين بن الدور
14 سي صالح العياطي
15 سي هشوم بن الدور
15 سي حميميد بن الدور
16سي حماد بن الدور
17 سي عباس بن الدور
18 سي الحسين بن كروم
19 سي عمر بن كروم
20 سي محمد بن كروم
21 سي ميلود أرغيت
22 سي لحسن بن الدور
23 سي لحسين أبركوكس
24 سي المصطفى أجكان.
الأحياء منهم بارك الله في أعمارهم :
1 سي محمد بن الدور
2 سي عبد الله بن الدور
3 سي لحسين المفضل
4 سي محمد الرفعي
5 سي لحسن أبركوكس
7 سي حماد أبركوكس
8 سي لحسن بن وعى
9 سي محمد العياطي
10 سي حسن الحميدي
11 سي حسن أحميد
12 سي حمود الرفعي
13 سي محمد بن الدور
15 سي حماد بنصيو
16 سي يحيى بنصيو
17 سي إسماعيل بنصيو
18 سي نجيب بنصيو
19 سي لحسين بن وعى
20 سي عبد الحميد بن وعى
21 سي الحبيب أبركوكس
22 سي براهيم أبركوكس
23 سي حماد الرفعي

## مصنع الدوم
يوجد بأگادير أيضا مصنع لنبتة الدوم أو لماكينا ن تزنيرت كما يسميه السكان (بالأمازيغية: ⵍⵎⴰⴽⵉⵏⴰ ⵏ ⵜⵣⵏⵉⵔⵜ). أسس هذا المصنع في الحقبة الإستعمارية من طرف المعمرين الفرنسيين. يقوم المصنع بتحويل نبتة الدوم إلى مادة تسمى «الحلفة» والتي تستعمل في ملئ السدادر والأرائك والأسرة قديما عوض «البونج» والمواد التي تستعمل اليوم. ساهم المصنع قديما في تشغيل عدد كبير من الأشخاص والسكان من أگادير والدواوير المجاورة، بوعشيبة، آيت عبد الله، الصور، إگمير، إقرباص، أباعقيل.

## التعدين بأگادير
الموقع التعديني أو كما يسميه السكان لمعدن (بالأمازيغية: ⵍⵎⵄⴷⵏ) هو موقع يوجد قرب المنطقة السكنية، يبعد عنها بقليل، وقد كان موقعا فقط للتصفية وإزالة الشوائب المختلطة بالمعدن أو المعادن التي يتم استخراجها. مع العلم أنه لحد الآن لا توجد أي معلومات عن المعادن التي يتم استخراجها، إذ يتم جلب التربة من الجبال أي جبال الأطلس الكبير ويتم غسلها في هذا الموقع فقط.
عمل في أعمال الفرز والبناء مجموعة كبيرة من ساكنة أكادير، ومازالت القصص المرتبطة بالمعدن تتداول على ألسنة كبار السن.
بخصوص التأسيس فقد تم من طرف المعمرين الفرنسيين.
- مخلفات التعدين

## المقبرة اليهودية
المقبرة اليهودية أو كما يسميها السكان (بالأمازيغية:  ⵍⵎⴷⵉⵏⵜ ⵏ ⵓⴷⴰⵢⵏ ) .
توجد بأگادير مقبرة ترجع لليهود الذين كانو يسكنون المنطقة في دوار لقصر بالتحديد. توجد المقبرة في سفح الغابة المقابل لأگادير قريبا من الساقية السلطانية.
يوجد بهذه المقبرة ما يناهز 200 قبر، مشيدة بطريقة تحترم الطقوس الجنائزية لليهود ومكتوب عليها باللغة العبرية بحروفها الأصلية.
على ما يبدو أن يهود المنطقة لم يتركو شيئا من الثراث المكتوب في المنطقة، لذلك انقطعت أخبارهم بعد مغادرتهم المنطقة في اتهاه إسرائيل.
تعيش المقبرة اليهودية اليوم حالة من التهميش واللامبالاة من طرف الساكنة والدولة على حد سواء، حيث أن معظم القبور تعرضت للنبش من طرف صائدي الكنوز من جهة، ظنا منهم أن اليهود يدفنون ثرواثهم في قبور موتاهم، ومن جهة أخرى، تسيطر على الناس بعض المعتقدات والخرافات الخاطئة، حيث يظنون ويؤمنون بالقدرة الإعجازية لكل ماله علاقة باليهود في الأعمال السحرية والشعودة، ومن جهة ثالثة عندما تم غرس الغابة لم يحترمو وجود المقبرة حيث تم غرس الغابة بالأشجار بشكل عادي كأنها غير موجودة الأمر الذي جعلها تبدو كأرض غابوية وليس لها أي ملامح تشير لوجودها.

### نبذة عن يهود المنطقة
على ما يبدو فيهود المنطقة قديم جدا قدم السكان أنفسهم إذ لا توجد شهادات شفهية أو ثراث متداول يؤرخ لتاريخ حلول اليهود بالمنطقة. اليهود ليسو مقيمين بشكل مباشر في أكادير وإنما كما هو متعارف على اليهود فقد اتخذو مكان خاص بهم وهو «الملاح» الموجود في دوار «لقصر» على جنبات الطريق المعبدة، لكن رغم انعزال سكناهم إلا أن معيشتهم ليست كذلك فهم منسجمون مع السكان المسلمين بشكل تام، يشاركونهم الانشطة الاقتصادية والثقافية وكافة المناحي الحياتية. يحكى أن يهود المنطقة كانو من الحرفيين الماهرين، فقد مارسو جميع المهن والحرف التقليدية كالحدادة، الخياطة، اصلاح الأحذية، خياطة سروج الحمير والبغال والبناء، ويحكى أنهم كانو أيضا من أصحاب الرساميل حيث كانو يعطون القروض المالية لسكان الدواوير المجاورة ويشترون الأراضي، وما يدا على أنهم كانو من أصحاب الاموال هو انخراطهم مع السكان في ما يسمى بالمنطقة «الفلاحة بالشركة» وهي نوع طرق تأسيس المشاريع الفلاحية، حيث يقوم الشخص اليهودي بإعطاء رأسمال مالي لتأسيس مشروع ويقوم الشخص المسلم بالاعمال العضلية المرتبطة بالمشروع وفي النهاية يقوم الشخصان بتقسيم الأرباح مناصفة، على سبيل المثال يشتري اليهودي بقرة للمسلم ويقوم المسلم برعي البقرة والاعتناء بها وفي النهاية يتم تقاسم الأرباح.

### أصول يهود المنطقة
ينقسم يهود العالم إلى شعبين أو فرقتين :
- السفارديم: يهود شمال إفريقيا والشرق الأوسط.
- الأشكيناز: يهود أوروبا الشرقية.

يهود المنطقة يرجعون لطائفة السفارديم، يهود هذه الطائفة جاؤو إلى المغرب بطريقتين، منهم من تم طردهم من شبه الجزيرة الايبيرية (اسبانيا والبرتغال) إبان محاكم التفتيش وطرد المسلمين من الأندلس، ومنهم أيضا من توجه إلى المغرب خلال الهجرات الأولى لليهود من فلسطين أي مباشرة بعد سقوط مملكة يهودا وتحطيم هيكل سليمان حيت جاؤو للشمال الأفريقي مرورا بمصر.

## آيت سيدي ميمون: عائلة الصالحين (ⵉⴳⵔⵔⴰⵎⵏ)
آيت سيدي ميمون هي عائلة من الصالحين دفنت في مقبرة أگادير، لا توجد أي معلومات عن أصول هذه العائلة وموروثها العلمي أو الديني.
دفنت هذه العائلة مجتمعة في مكان واحد، ولتميبزها أحاطو على قبورهم سور ثرابي صغير، وتوجد قبورهم في الجانب الشمالي الشرقي لمقبرة أگادير أي الجانب المطل على أسرار (بالأمازيغية: ⴰⵚⵕⵕⴰⵕ).

## سيدي عبد الله أوحساين[13]
يسميه سكان أگادير سيدي عبد الله أو حساين ويعرفونه كولي صالح (بالأمازيغية : ⴰⴳⵔⵔⴰⵎ) استوطن القبيلة لإصلاح أمورها دينا ودنيا، حيت أن له ثلاث مواقع «كانت يتبرك منها الناس»:
1. الموقع الأول بأعلى الثلة المسماة باسمه اليوم تكارت ن سيدي عبد الله أو حساين (بالأمازيغية: ⵜⵓⴽⴰⵔⵜ ⵏ ⵙⵉⴷⵉ ⵄⴱⴷⵍⵍⴰⵀ ⵓ ⵃⵙⴰⵢⵏ
2. الموقع الثاني اختفى بعد أن تم نبشه من طرف صائدي الكنوز، موجود على يمي فين الطريق المسماة أسقاق ⴰⵙⵇⴰⵇ من الجهة المقابلة للدوار قدوما من المسجد.
3. الموقع الثالث موجود في المنطقة المحادية لنهر تساوت (بالأمازيغية: ⵜⴰⵙⴰⵡⵜ) والمسماة أرتي ن موسى (بالأمازيغية: ⵓⵔⵜⵉ ⵏ ⵎⵓⵙⴰ) .

هذا الولي الصالح هو سيدي عبد الله بن حساين (في بعض المراجع تكتب أيضا سيدي عبد الله بن حسين) المدفون بمدينة تمصلوحت نواحي مراكش وهو مؤسس الزاوية الأمغارية بتمصلوحت. هو حفيد سيدي عبد الله أمغار الموجود بمدينة ''تيط ن فطر (بالأمازيغية:  ⵜⵉⵟⵟ ⵏ ⴼⵟⵕ  بمعنى العين الباردة بالأمازيغية) بنواحي مدينة الجديدة والمعروفة بموسم سيدي عبد الله أو مولاي عبد الله.
سيدي عبد الله أو حساين هو والد الولي الصالح مولاي إبراهيم المتوفي سنة 1072م الموجود بجبل ''كيك''بقبيلة سكتانة نواحي مراكش.
انتقل مولاي إبراهيم من تمصلوحت إلى جبل ''كيك'' بسبب مضايقة سلاطين مراكش له في تمصلوحت.
سيدي عبد الله أو حساين ازداد بمدينة ''ابزو'' نواحي أزيلال وأسس بها فرعا للزاوية الأمغارية تابعا لزاوية ''تيط '' بالجديدة وأسس أيضا فرعا آخر بمدينة تمصلوحت، وأحسس ابنه مولاي إبراهيم الفرع الثالث بجبل ''كيك''.
وقد لاحظ فقيد العلم بالمغرب بول باسكون في دراسته الرائدة (بالفرنسية: le Haouz de Marrakech) استنادا إلى بعض الوثائق التي حصل عليها من زاوية تامصلوحت كيف أن أبناء زاوية عبد الله بن حسين حافظوا على حقوقهم في وادي الشريب ووادي باهية منذ 1569 بالنسبة للأول و 1656 بالنسبة للثاني، وهو ما يبرز الاستمرارية التي طبعت علاقة أولاد زاوية تامصلوحت بالأرض ومياهها تدبيرا وتنظيما وتطويرا بما ينسجم مع رسالة زاويتهم.

## أسواق كانت تروج في أگادير
- سوق ن إگمير : أول الأسواق التي راجت في منطقة أگادير هو سوق قديم مازال يسري ذكره على ألسن السكان، وموقعه كان هو المكان المسمى لْمْعدن، وبالضبط المكان الغير مستغَل للفلاحة الموجود بين موقع التعدين والحقول المسماة إِگْمير. هذا الموقع اليوم عبارة عن مساحة صغيرة يعبرها طريق غير معبد يربط بين الطريق المعبد والنهر.
- الثلاث : وهو سو سوق أسبوعي حديث العهد يعْمر يوم الثلاثاء في المكان المسمى  دير. لم يعد السوق رائجا اليوم نظرا لقلة مرتاديه.

## الجمعيات
- جمعية أگادير التحتاني للتنمية المستدامة, 2009

## روابط خارجية
- البوابة الوطنية للجماعات الترابية
- المندوبية السامية للتخطيط